# 佛瑞吉
| 星艦奇航記中主要的种族与势力            |
| --------------------------------------- |
| 星際聯邦 · 人类 · 瓦肯人 · 安多利人     |
| 貝塔索人 · 波利安人 · 德诺布拉人        |
| 罗慕伦人 · 克林贡人 ·巴库人 · 索利安人  |
| 葛恩人 · 佛瑞吉人 · 博格人 · 卡松人     |
| 卡达西人 · 贝久人 · 楚尔人 · 希罗吉恩人 |
| 自治同盟 · 布林人 · 新地人 · 8472种族   |

佛瑞吉人/弗朗磯人（Ferengi）是《星际旅行》虚拟宇宙中的类人种族。

佛瑞吉人具有先进的科技。在设定中，他们被认为是“银河系对贸易最在行的种族”，同时也极度的唯利是图。佛瑞吉人身材矮小，头上最显著的特征是一对特大号的耳朵。佛瑞吉人信奉资本主义的原则，严格地遵守《佛瑞吉获利守则》（Rules of Acquisition）。佛瑞吉文化不认可有组织的工会，认为他们会妨碍资方对劳工的剥削。佛瑞吉人认为契约的神圣性是他们文化的基石。佛瑞吉人是极端的性别歧视者，他们认为女性不应该穿有衣物，而且佛瑞吉女性不能接受教育等等。佛瑞吉人的大脑为奇特的四叶构造，因此贝塔索人的心灵感应能力对他们无效。
佛瑞吉人与星际联邦的第一次接觸在2364年，但在中，第一次接觸的时间似乎被提前到了2151年（当时并未获知这个种族的名字）。
佛瑞吉人这个种族的设定，通常被认为是美国人对自己（或人类）商业文化的自嘲。佛瑞吉的名字起源于阿拉伯语中对欧洲贸易者的称谓。
在剧集《深空九号》中，深空九号星站商业区的夸克（Quark）是一名佛瑞吉男性，經營商业区內最著目的酒吧和娛樂場所；夸克的姪子诺格（Nog）是首位加入星際艦隊的佛瑞吉人。诺格父親為夸克的弟弟罗姆（Rom）。
作为商业民族，佛瑞吉人会定期到地球上的华尔街朝圣。

## 參註
1. ↑  《最后据点》，官网上的《最后据点》剧情简介 （页面存档备份，存于）
2. ↑  《Acquisition（英语：Acquisition (Enterprise episode)）》，官网上的《Acquisition》剧情简介 （页面存档备份，存于）
3. ↑  Transcript Archive:Ira Steven Behr (Executive Producer) （页面存档备份，存于）
佛瑞吉人是《星际旅行》中20世纪人类的翻版，有着我们的力量与弱点。
“the Ferengi are Star Trek's equivalent to 20th Century human beings with all our strengths and weaknesses”